# Município de Wayne (condado de Columbiana, Ohio)
O município de Wayne (em inglês: Wayne Township) é um município localizado no condado de Columbiana no estado estadounidense de Ohio. No ano de 2010 tinha uma população de 814 habitantes e uma densidade populacional de 12,55 pessoas por km².

## Geografia
O município de Wayne encontra-se localizado nas coordenadas 40° 41′ 25″ N, 80° 47′ 22″ O. Segundo a Departamento do Censo dos Estados Unidos, o município tem uma superfície total de 64.84 km², da qual 64,75 km² correspondem a terra firme e (0,15 %) 0,1 km² é água.

## Demografia
Segundo o censo de 2010, tinha 814 pessoas residindo no município de Wayne. A densidade populacional era de 12,55 hab./km². Dos 814 habitantes, o município de Wayne estava composto pelo 98,4 % brancos, o 0,25 % eram afroamericanos, o 0,12 % eram amerindios e o 1,23 % eram de uma mistura de raças. Do total da população o 0 % eram hispanos ou latinos de qualquer raça.